# Shukrayaan-1
Shukrayaan-1 è una missione spaziale della Indian Space Research Organisation (ISRO) proposta nel 2017 per essere lanciata verso Venere tra la fine del 2024 e metà del 2026, ma che probabilmente sarà posticipata al 2028.
Il progetto segue quello dell'Indian Venusian orbiter mission, pianificato dall'agenzia spaziale indiana nel 2012 che prevedeva una sonda da lanciare nel 2020.
La missione prevede l'invio di un orbiter per lo studio dell'atmosfera di Venere.